# Плеханов, Александр Викторович
Александр Викторович Плеханов (7 марта 1991, Киев — 18 февраля 2014, Киев) — герой Небесной Сотни, активист Евромайдана. Студент архитектурного факультета Киевского национального университета строительства и архитектуры. Погиб на баррикадах от выстрела снайпера во время событий Евромайдана на Майдане Независимости в центре Киева 18 февраля 2014. Герой Украины (2014, посмертно).

## Биография
Родился и вырос в Киеве — на Подоле. Его родители имеют русские, украинские и польские корни. В 1998 году пошел в первый класс Киевской гимназии № 19. В 2009 году на архитектурный факультет Киевского национального университета строительства и архитектуры. Во время учёбы в университете увлекся скульптурой. Ровно через день после гибели должен был получить диплом бакалавра.
Также с детства занимался греблей и айкидо, позднее увлекся велоспортом. В 2013 году принял участие в веломарафоне «Львовская двухсотка», 200 км по Львовской области. С 2014 года веломарафон посвящён его памяти, проводится ежегодно в мае. Также занимался танцами. В свободное время конструировал (например, собственноручно собирал двигатель Стирлинга), занимался разработкой энергосберегающих технологий будущего.

## Гибель
Погиб во время столкновений в центре Киева. Похоронен на Лесном кладбище Киева.

## Память
28 ноября 2014 г. в 11:30, возле архитектурного корпуса КНУСА, в котором учился А. Плеханов, открыт памятник Герою Небесной Сотни.

## Награды
- Звание Герой Украины с вручением ордена «Золотая Звезда» (21 ноября 2014, посмертно) — «за гражданское мужество, патриотизм, героическое отстаивание конституционных принципов демократии, прав и свобод человека, самоотверженное служение Украинскому народу, обнаруженные во время Революции достоинства»[2].
- Медаль «За жертвенность и любовь к Украине» (УПЦ КП, июнь 2015) (посмертно)[3]

## В литературе
Киевская поэтесса Ирина Рассветная посвятила Александру Плеханову стихотворение.